# Hrvatski slikopisni tjednik
Hrvatski slikopisni tjednik bio je tjednik Državnoga slikopisnoga zavoda „Hrvatski slikopis”. Prvobitno pod imenom „Hrvatska u riječi i slici” izlazio je kao redoviti filmski glasnik, doduše, isprva dvotjedno, no od 1943.  tjedno. Prikazivao je izvještaje iz raznih dijelova Nezavisne Države Hrvatske i naobrazbene priloge. Tjednik je do 100. broja nosio ime „Hrvatska u riječi i slici”, a od 101. broja pa na dalje, nosio je ime „Hrvatski slikopisni tjednik”.

## Vanjske poveznice
|  | Zajednički poslužitelj ima još gradiva o temi Hrvatski slikopisni tjednik |